# 1878 في المغرب
فيما يلي قوائم الأحداث التي وقعت خلال عام 1878 في المغرب.

## الحكم
- السلطان: الحسن الأول بن محمد.

## الأحداث
- انتشرت حمى التيفوئيد في المغرب وخلقت وفيات كثيرة. بدأ الوباء بمراكش في نهاية 1878 وخلف بها 200 إلى 300 ضحية في اليوم، ثم اكتسح باقي البلاد مخلفا بمدنها وقراها خسائر تتفاوت درجة خطورتها بتفاوت المستوى الصحي والمعيشي للسكان. داهم الوباء فاس في فبراير 1879، ومات خلق كثير دون إحصاء، وفي تطوان يموت 8 إلى 10 أشخاص في اليوم، وكان من الصعب إحصاء كل الموتى لكثرة الآفاقين؛ يورد محمد الأمين البزاز في كتابه: «تاريخ الأوبئة والمجاعات بالمغرب في القرنين الثامن عشر والتاسع عشر»، نشره سنة 1992، نقلا عن وثائق ومراجع تاريخية قديمة، وهو يتحدث عن وباء التيفوئيد الذي انتشر في مدن المغرب وقراها في نهاية القرن التاسع عشر مخلفا وفيات بالآلاف.[1]